# Gamma secretasa
La gamma secretasa és un complex enzimàtic amb més d'una subunitat. Es tracta d'una proteasa, és a dir, d'un enzim que trenca els enllaços peptídics. A més a més, és una proteïna integral de membrana, la qual cosa significa que travessa la bicapa lipídica.
Aquest enzim realitza un tall proteolític al segments transmembrana derivats de proteïnes de membrana integrals de tipus I i que comprenen el precursor de la proteïna amiloide, implicat en la malaltia d'Alzheimer i en el receptor de Notch, crític per a la diferenciació cel·lular.

## Estructura

Estructura de la gamma secretasa.

Aquest complex enzimàtic d'elevat pes molecular està format per quatre components principals: la presenilina (que inclou ps1 i ps2), la nicastrina, la Aph-1 i la Pen-2. La nicastrina es va aïllar independentment de forma bioquímica com una proteïna associada a la presenilina i va resultar essencial per al processament de γ-secretasa, tant de APP com de Notch. Les quatre proteïnes (presenilina, nicastrina, Aph-1 i Pen-2) s'associen entre elles. La disfunció de la γ-secretasa se sospita que causa la malaltia d'Alzheimer (AD), amb la majoria de les mutacions derivades de l'AD que s'adjudiquen a la subunitat catalítica presenilina 1 (PS1).
El quartet de proteïnes és necessari i suficient per a l'activitat de la γ-secretasa, demostrat mitjançant la purificació del complex de proteasa mitjançant l'homogeneïtat. L'estequiometria d'aquestes quatre proteïnes en el complex γ-secretasa ha estat una qüestió de certa controvèrsia, amb discrepàncies en la grandària del complex i en el nombre de molècules de presenilina per complex. S'han reportat mides de 100-150 KDa a 2 MDa, i diversos estudis van suggerir que dues presenilines resideixen en el nucli catalític del complex de la proteasa. Tanmateix, els rigorosos experiments bioquímics i biofísics han demostrat que els complexos aïllats i actius contenen només un de cada component i, d'acord amb aquesta estequiometria, que la mida de l'enzim purificat és d'uns 230 kDa, segons determina la microscòpia electrònica de rastreig.
La purificació de la gamma secretasa va permetre fer un primer cop d'ull a la seva estructura. Es va utilitzar la microscopia electrònica amb tinció d'àtoms pesats negatius i l'anàlisi d'una sola partícula; aquest va mostrar que el complex té una estructura globular que, en baixa resolució sembla més aviat amorfa. No obstant això, es van recollir dues característiques importants. La primera és una cavitat interior de gran densitat i d'uns 20 nm de diàmetre que és on es creu que resideix el lloc actiu. El segon és la presència de dues petites obertures que poden ser el lloc d'entrada d'aigua.
Recentment, però, hem pogut veure una estructura millorada gràcies a la criomicroscopia electrònica (aquesta revela la pròpia estructura de les proteïnes, en lloc d'una superfície de la proteïna recoberta per una capa d'un metall pesant). La nova estructura criogènica manifesta tres regions interiors més petites de baixa densitat, les quals no es combinen per formar una única càmera tal com es va observar anteriorment en l'estructura de taques negatives. L'estructura de la criomiscroscopia electrònica té una millor resolució que l'anterior estructura negativa, ja que també descobreix la regió transmembrana de 4 nm de gruix i quatre dominis de densitat extracel·lular. L'estructura també mostra una ranura que pot ser el lloc d'ancoratge del substrat inicial.

### Estructura atòmica de la presenilina
La PS1 presenta una extensa organització, amb espais buits entre uns quants segments transmembrana adjacents. Els residus N-terminal 77 no tenen densitat d'EM i presumptivament estan desordenats, probablement a causa de la seva flexibilitat intrínseca. Entre els set bucles superficials que connecten segments transmembrana veïns, quatre presenten una densitat clara i contigua. Les seqüències esteses entre el segment transmembrana 6 i el segments transmembrana 7 porten el lloc de la separació autocatalítica; però aquestes seqüències són hidròfiles i la majoria desordenades. Els nou segments transmembrana presenten una gran variació de longitud, amb el segment transmembrana 9 que conté 30 residus i el segment transmembrana 7 només 18.

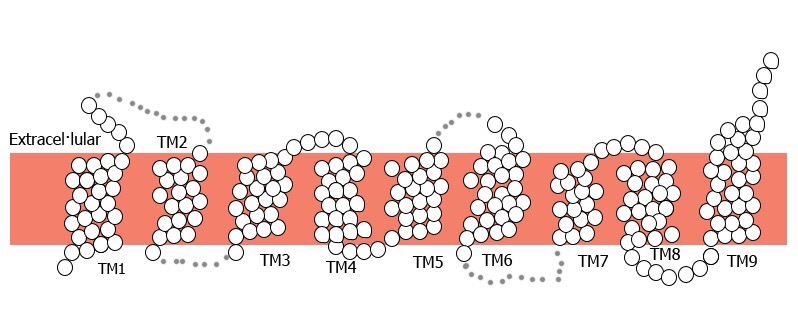
Estructura de la PS1.

Entre els dos residus catalítics, Asp257 està situat al centre del segment transmembrana 6 lleugerament cap al costat extracel·lular, mentre que Asp385 s'aplica al costat citoplasmàtic del segment transmembrana 7. La distància entre els àtoms Cα d'Asp257 i Asp385 mesura aproximadament 10,6 Å, considerablement més llarg que en una proteasa activada d'aspartat, com la pepsina. És important destacar, però, que aquests residus catalítics es posen al costat del motiu de la signatura PAL en el segment transmembrana 9 que es creu que tenen un paper en el reconeixement de substrat. Especulem que l'enquadernació del substrat pot desencadenar l'alineació d'aquests dos residus d'aspartat i la consegüent catàlisi.
Malgrat una identitat de seqüència relativament baixa del 19% entre PS1 i la proteasa intramembrana arqueològica PSH, les seves estructures globals són similars entre elles. En particular, els residus catalítics es troben en un registre gairebé perfecte entre PS1 i PSH. Els aminoàcids que envolten els residus catalítics, inclòs el motiu PAL, també són molt conservats. Relatiu a Asp257, tres residus de PS1 (Ile253, Tyr256 i Val261) estan ubicats al mateix costat de TM6; aquests residus són substituïts per Leu158, Tyr161 i Val166, respectivament, en PSH. De la mateixa manera, Gly382 i Phe388 de PS1 corresponen a Gly219 i Met223 de PSH, respectivament. Ile439 a TM9 de PS1 i Ile283 de PSH gairebé coincideixen entre si. La conservació estructural observada pot subratllar la troballa que PSH exhibeix preferències d'escissió similars cap a l'APP C99 com γ-secretasa humana.

### Estructura atòmica de la nicastrina
La nicastrina humana també conté un petit lòbul petit, un lòbul gran i un sol segment transmembrana. Aquestes dues estructures de nicastrina es poden alinear entre elles amb una desviació del quadrat mitjà (RMSD) de 2,2 Å. Des d'una massa molecular de 230 kDa en γ-secretasa madura, fins a 70-kDa es pot atribuir a la glucosilació de la nicastrina. Almenys 11 lloc dels 16 de glucosilació enllaçats amb N enllaços en nicastrina, són glucosilats segons la densitat de l'EM. Atès que els glicans estesos són flexibles en solució, només es modelà una petita porció propera a cada residu d'Asn.
Es pensa que la nicastrina depèn de Glu333 i Tyr337 per al reclutament de substrat 10-13. En l'estructura de la nicastrina humana, Glu333 i Tyr337 estan enterrats en una butxaca hidrófila que està coberta per un bucle de superfície estès conegut com a Lid20. La tapa, que conté cinc residus aromàtics, està intercalada per dos glucans prominents en Asn55 i Asn435. Una quantitat d'aminoàcids carregats i polars es troben a la butxaca, incloent quatre residus d'arginina. Amb el potencial de mediar interaccions específiques, com ara enllaços d'hidrogen, els residus càrrecs i / o polars enterrats sovint tenen un paper funcional. Aquestes característiques estructurals donen suport a la noció que aquesta butxaca és responsable del reclutament del substrat, amb aquests residus que contribueixen directament al reconeixement.
La conformació tancada de la tapa està sostinguda per interaccions específiques entre residus de la tapa i els residus dels elements estructurals circumdants.L'enllaç de substrat requereix obertura de la tapa i la interrupció d'aquestes interaccions. Com que la tapa prové del petit lòbul, es proposa que la rotació del lòbul gran al voltant d'un pivot central (Phe287) sigui necessari i suficient per a l'obertura de la tapa20. Tal rotació al voltant de Phe287 es veuria molt facilitada per interaccions hidrofòbics, que són més adaptatives als canvis conformacionals que els enllaços d'hidrogen. D'acord amb aquesta anàlisi, Phe287 està enclavat en una butxaca greixosa formada per Phe103, Leu171, Phe176 i Ile180 des del petit lòbul.

## Funció
Com s'ha mencionat amb anterioritat, la gamma secretasa, té principalment una funció catalítica. La seva funció ve determinada per la seva estructura.
La gamma secretasa és un complex enzimàtic format per 4 proteïnes integrals de membrana: la presenilina, l'Aph-1, la nicastrina i la Pen-2. En el moment en què es dona l'assemblatge d'aquests quatre components, la presenilina es divideix en dues subunitats, la presenilina 1 (PSEN 1) i la presenilina 2 (PSEN2), que són les que es troben en el centre actiu de dins de la membrana. Cada subunitat contribueix amb un aspartat al lloc actiu d'una aspartil proteasa
La presenilina 1 (PSEN 1) i la presenilina 2 (PSEN2) travessen la bicapa lipídica múltiples cops, amb l'extrem N-terminal i el C-terminal orientats respectivament cap al citoplasma o el lumen.
Fent referència a l'estructura relacionada directament amb la funció, encara no ha estat possible la cristal·lització de l'estructura de la gamma secretasa per tal d'estudiar-la, però gràcies a la microscòpia electrònica s'han pogut observar petits porus de 2 nm dins del complex. I, posteriorment, en l'anàlisi mitjançant la microscòpia crioelectrònica amb una resolució de 4.5 Å, s'ha observat que la gamma secretasa conté diversos dominis en la part extracel·lular, tres cavitats de baixa densitat i un sol domini a la superfície de la zona transmembrana.

A causa de l'ambient hidrofòbic en el qual es troba el centre actiu de l'enzim, les presenilines que el formen contenen una petita quantitat d'aigua necessària per realitzar la hidròlisi de proteïnes, a més dels residus d'aspartat responsables del procés catalític. Per tant, el centre actiu podria concebre’s com a part d'un canal o porus, permetent així l'entrada d'aigua. Tot i així, el substrat no pot entrar directament al canal o porus en travessar la membrana; doncs és imprescindible l'acoblament a la superfície externa de la proteasa per tal de transportar el substrat al centre actiu.

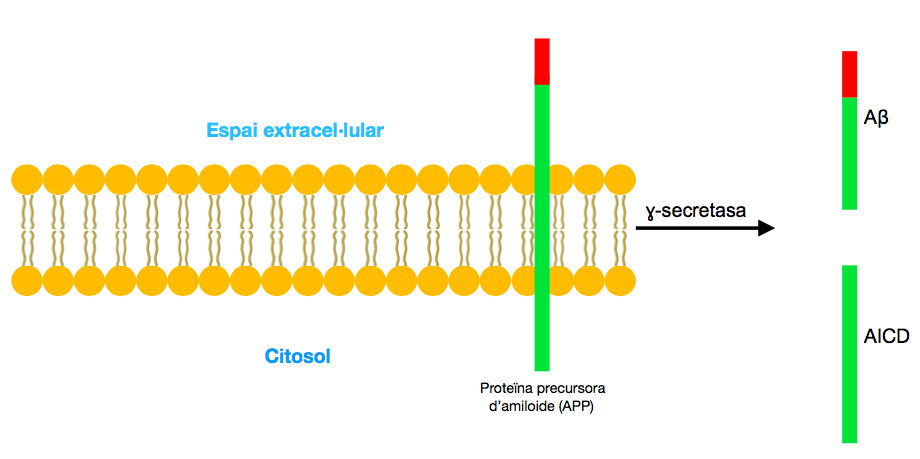
Exemple de la funció catalítica de la ɣ-secretasa. En concret, es mostra el processament de la proteïna precursora d'amiloide (APP) en la malaltia de l'Alzheimer.

En primer lloc, el complex enzimàtic procedeix a realitzar el reconeixement mitjançant un ectodomini de nicastrina que es troba unit a l'extrem amino del substrat. Seguidament, aquest passa al centre catalític on es realitza un tall de mida variable en funció de la proteïna.
La gamma secretasa forma part de la família de les proteases de membrana anomenades i-CLiPs (intramembrane cleaving proteases). Aquest complex enzimàtic intervé en la proteòlisi de més de 90 proteïnes de transmembrana i, principalment, en proteïnes de membrana de tipus I. Algunes de les proteïnes a les quals els realitza talls proteolítics amb més rellevància són:
- La proteïna precursora d'amiloide (APP). La seva proteòlisi mitjançant gamma secretases dona lloc a dues subunitats, Abeta (extracel·lular) i AICD (intracel·lular), ambdues relacionades amb la malaltia de l'Alzheimer.
- El receptor Notch, el qual és precursor de la formació del domini Notch intracel·lular (NICD) que té la capacitat d'arribar al nucli i regular la transcripció genètica.
- E-cadherina. És una glicoproteïna transmembrana responsable de les unions cèl·lula-cèl·lula. Hidrolitzar-la suposa el desassemblatge del complex d'unió.[9]
- ErbB4, la qual forma part de la família dels receptors del factor de creixement epidèrmic i necessita el tall proteolític de la gamma secretasa per tal que es pugui donar la maduració dels oligodendròcits.[10]

Un estudi americà evidencià a on dona l'ensamblatge d'un complex actiu de la gamma secretasa: als primers compartiments de la via secretora. En aquest estudi, varen expressar variants de NCT que alberguen una senyal de retinguda del reticle endoplasmàtic o un motiu d'orientació de la xarxa trans-Golgi, junt amb PS1, APH-1 i PEN-2 i examinaren l'activitat de la γ-secretasa en aquests entorns per tal d'investigar els llocs intracel·lulars en què resideix la γ-secretasa activa. Els fragments de PS1 es van acumular en les cèl·lules que expressen NCT-ER i els altres components, però els nivells d'AICD no foren elevats. D'altra banda, observaren una producció millorada d'AICD o NiCd, respectivament, en cèl·lules que expressen NCT-ER, després de la coexpressió d'una variant d'APP retinguda pel reticle endoplasmàtic o un mutant Notch constitutivament actiu (NΔE). A més a més, demostraren que les membranes de cèl·lules que expressen NCT-ER, NCT-TGN o NCT-WT contenen nivells idèntics de derivats de PS1, els quals poden indicar fotoafinitat reticulada a un inhibidor de la γ-secretasa derivat de benzofenona biotinilat. Finalment, els seus assajos de γ-secretasa lliures de cèl·lules van manifestar activitats de la gamma secretasa gairebé equivalents en cèl·lules que expressen PS1, APH-1, PEN-2 i NCT-WT o NCT-ER. En conjunt, aquestes troballes ens ajuden a suggerir que el complex γ-secretasa activa es genera en els primers compartiments de la ruta secretora, però que aquests complexos són transportats a compartiments tardans en els quals es troben substrats i, posteriorment, es processen dins dels respectius segments transmembrana.